# Montipora solanderi
Espèce
Statut CITES
Montipora solanderi est une espèce de coraux appartenant à la famille des Acroporidae. Selon le World Register of Marine Species, cette espèce n'est pas acceptée et est assimilée à Montipora stellata (Bernard, 1897).